# Eringhem
Eringhem é uma comuna francesa na região administrativa de Altos da França, no departamento do Norte. Estende-se por uma área de 11.53 km². Em 2010 a comuna tinha 494 habitantes (densidade: 42,8 hab./km²).